# 海德堡天文中心
海德堡天文中心（德語：Zentrum für Astronomie der Universität Heidelberg）成立于2005年1月1日，目前是德国最大的大学天文研究团队，包含超过100位科学家，其中三分之一是研究生。海德堡天文中心合并了原来的德国国家天文学计算研究所和州立天文台，以及海德堡大学的理论天体物理研究所。海德堡天文中心现在隶属于海德堡大学，致力于天文学和天体物理学的基础科学研究。
海德堡天文中心现任管理主任是Joachim Wambsganß教授。